# Ecocapitalismo

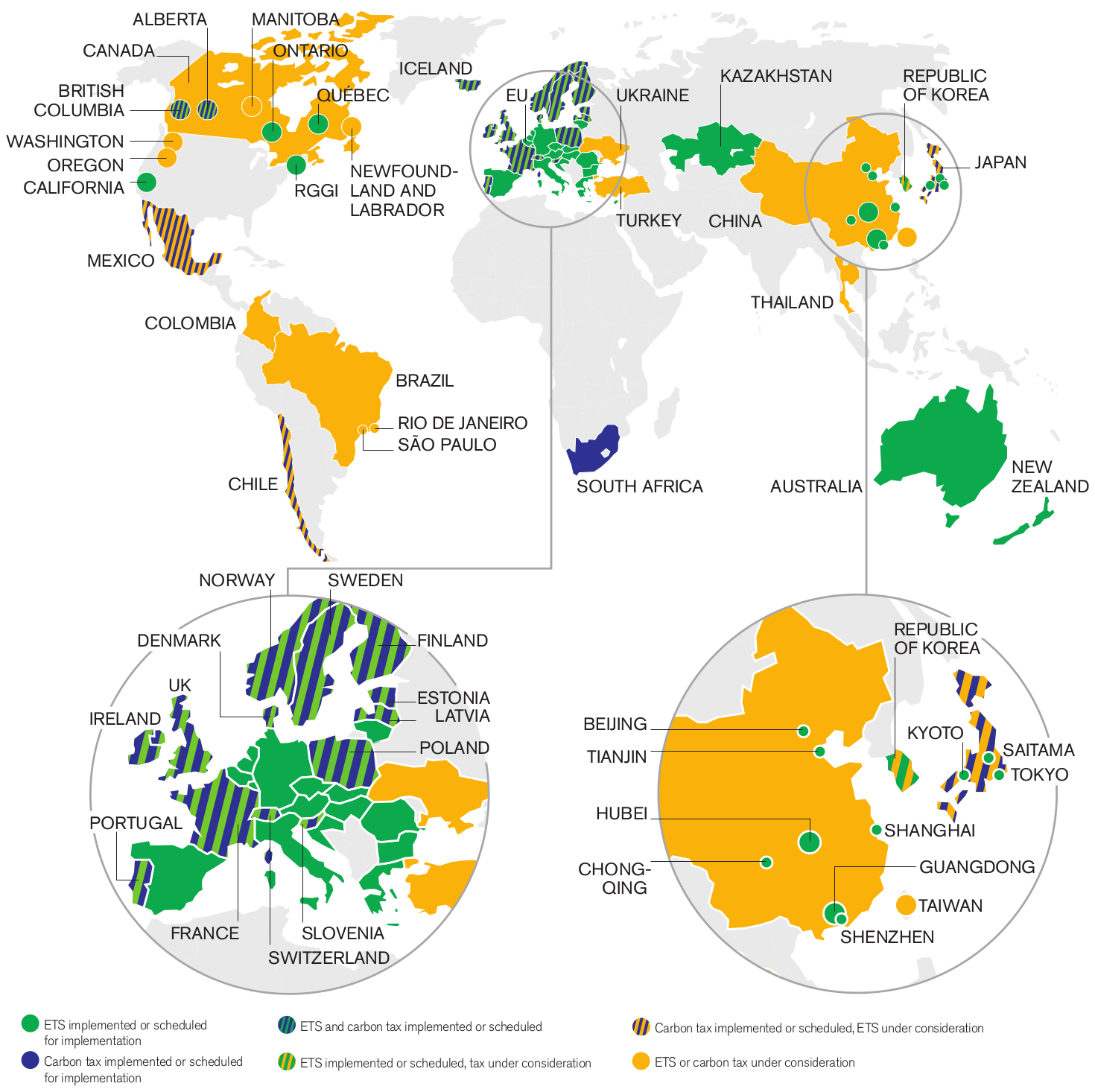
Mapa resumido de las iniciativas regionales, nacionales y subnacionales de fijación de precios del carbono (RCCDE e impuestos) existentes, emergentes y potenciales de 2016.

El ecocapitalismo, capitalismo verde o capitalismo sostenible es la visión de que el capital existe en la naturaleza como "capital natural" (ecosistemas que tienen un rendimiento ecológico) del que depende toda la riqueza y, por lo tanto, los instrumentos de política gubernamental capitalista basados en el mercado (como un impuesto al carbono) deben ser utilizados para resolver problemas ambientales.
Se basa en una reducción del impacto medioambiental de las mercancías en sí y de los procesos de producción, a través del reciclaje o la mayor eficiencia energética y tecnológica. Por otro lado, se fundamenta en el mercado como la principal herramienta para conseguir estos objetivos ambientales, asociándolos a la privatización y mercantilización de los recursos naturales, convirtiéndolos en capital natural.
Esta visión sostiene que el crecimiento económico es compatible con la conservación de la naturaleza sin reducir las tasas de beneficio, pero a costa de un régimen de acumulación racional y una transición desde el liberalismo.

## Historia
Las raíces del eco-capitalismo se remontan a finales de la década de 1960. La "Tragedia de los Bienes Comunes", un ensayo publicado en 1968 en Science por Garrett Hardin, afirmaba la inevitabilidad de la catástrofe maltusiana debido a las políticas del gobierno liberal o democrático de dejar los asuntos del tamaño de la familia a la familia, y permitir que el estado de bienestar se ocupe voluntariamente de la sobrepoblación humana potencial. Hardin argumentó que si a las familias se les diera libertad de elección en la materia, pero se las sacara de un estado de bienestar, los padres que eligieran dominarlas no tendrían los recursos para proveer su "camada", resolviendo así el problema de la sobrepoblación. Esto representa un argumento inicial desde el punto de vista ecocapitalista: la sobrepoblación se resolvería técnicamente con un mercado libre. John Baden, colaborador de Garrett Hardin en otros trabajos como Managing the Commons, fundó el Centro de Investigación de Economía Política (ahora llamado Centro de Investigación de la Propiedad y el Medio Ambiente) en 1982. Como una de las primeras organizaciones eco-capitalistas creadas, la misión continua de PERC es "mejorar la calidad ambiental a través de los derechos de propiedad y los mercados". La idea eco-capitalista más popular era el comercio de emisiones, o más comúnmente, el comercio de límites máximos. El comercio de derechos de emisión, un enfoque basado en el mercado que permite a las entidades contaminantes comprar o recibir permisos, comenzó a ser investigado a finales de la década de 1960. El comercio internacional de derechos de emisión se popularizó significativamente en la década de 1990, cuando las Naciones Unidas adoptaron el Protocolo de Kioto en 1997.

## Transición al eco-capitalismo
La ideología del eco-capitalismo fue adoptada para satisfacer dos necesidades en competencia:
- El deseo de generar beneficios para las empresas en una sociedad capitalista.
- La urgencia de adoptar medidas adecuadas para hacer frente a un medio ambiente en dificultades que se ve afectado negativamente por la actividad humana.
- Bajo la doctrina del eco-capitalismo, las empresas mercantilizan el acto de abordar los temas ambientales.[8][9]

Los siguientes son principios comunes en la transición al eco-capitalismo.

### Corrección de una deficiencia del mercado libre
Una parte central del eco-capitalismo es corregir el fallo de mercado que se observa en la externalización de la contaminación. Al tratar el tema de la contaminación como una externalidad, ha permitido que el mercado minimice el grado de responsabilidad. Para corregir esta falla del mercado, el eco-capitalismo tendría que internalizar este costo. Un buen ejemplo de este cambio hacia la internalización de las externalidades es la adopción de un sistema de comercio de carbono. En un sistema como este, la gente se ve obligada a tener en cuenta el coste de la contaminación en sus gastos. Este sistema, al igual que otros sistemas de internalización, funcionan en escalas grandes y pequeñas (a menudo ambas están estrechamente conectadas). A escala corporativa, el gobierno puede regular las emisiones de carbono y otros factores contaminantes en las prácticas empresariales, obligando a las empresas a reducir sus niveles de contaminación, externalizar estos costos a sus consumidores aumentando el costo de sus bienes/servicios, y/o una combinación de ambos. Este tipo de sistemas también pueden ser eficaces para crear indirectamente una base de consumidores más conscientes del medio ambiente. A medida que las empresas que más contaminan se enfrentan a la caída de los niveles de beneficios y al aumento de los precios, sus consumidores e inversores se inclinan por llevar su negocio a otro lugar. Esta migración de inversiones e ingresos se espera que se dirija a las empresas que ya han incorporado la minimización de la contaminación en su modelo de negocio, permitiéndoles así ofrecer precios más bajos y márgenes de beneficio más altos, atrayendo a los consumidores e inversores que migran.

### Consumo verde
En la concepción de la ideología, los principales teóricos del eco-capitalismo, Paul Hawken, Lester Brown y Francis Cairncross, vieron una oportunidad para establecer un enfoque diferente del ambientalismo en una sociedad capitalista. Estos teóricos pensaron que no solo los productores sino también los consumidores podrían asumir la responsabilidad social de la restauración ambiental si existieran "la tecnología verde, los impuestos verdes, el etiquetado verde y las compras con conciencia ecológica". La mentalidad resultante de "comprar nuestro camino hacia la sostenibilidad" alentó el desarrollo de la agricultura ecológica, la energía renovable, las certificaciones ecológicas y otras prácticas respetuosas con el medio ambiente.
Un informe de Nielsen de 2015 da crédito a esta teoría. Según el informe, los consumidores tienen más lealtad a la marca y están dispuestos a pagar precios más altos por un producto que se percibe como sostenible. Esto es especialmente cierto entre los milenios y la Generación Z. Estas generaciones representan actualmente el 48% del mercado mundial y aún no han alcanzado sus niveles máximos de gasto. A medida que las preferencias de estas generaciones continúen moldeando la forma en que las empresas operan y se comercializan, podrían impulsar un cambio continuo hacia el consumo ecológico.
De acuerdo con la Revisión Anual de Recursos Ambientales, "el enfoque de los responsables políticos, las empresas y los investigadores se ha centrado principalmente en estos últimos (consumiendo de forma diferente), con relativamente poca atención a consumir menos". Una revisión de cómo fomentar el consumo sostenible desde la Universidad de Surrey muestra que "las políticas gubernamentales envían señales importantes a los consumidores sobre los objetivos institucionales y las prioridades nacionales". Los gobiernos pueden tirar de una variedad de palancas para señalar esto, incluyendo el producto, el comercio, la construcción, los medios de comunicación y las normas de comercialización.

### Comercio de carbono
Creando quizás el primer gran respaldo eco-capitalista, muchas instituciones políticas y económicas apoyan un sistema de créditos de contaminación. Se considera que este sistema, que asigna derechos de propiedad a las emisiones, es la forma más "eficiente y eficaz" de regular las emisiones de gases de efecto invernadero en la actual economía global liberal. especialmente en el caso de los créditos de contaminación comercializables, se cree que el sistema resultante de regulación de emisiones basado en el mercado motiva a las empresas a invertir en tecnología que reduzca las emisiones de gases de efecto invernadero mediante el uso de refuerzos positivos (es decir, la capacidad de comerciar con créditos no utilizados) y castigos (es decir, la necesidad de comprar más créditos).

### Contabilidad de costes completos
La contabilidad de costes totales medioambientales explica las operaciones de sociedades sobre la base del triple resultado final, que se resume mejor en "personas, planeta y beneficios". Como concepto de responsabilidad social de las empresas, la contabilidad de costes totales no solo tiene en cuenta los costes y beneficios sociales y económicos, sino también las implicaciones medioambientales de acciones empresariales específicas.
Si bien se ha progresado en la medición del costo del daño a la salud de las personas y el medio ambiente, la interacción de los efectos ambientales, sociales y de salud dificulta la medición. Los intentos de medición se pueden categorizar en términos generales como de naturaleza conductual, como la fijación de precios hedónicos, o de respuesta a la dosis, que considera los efectos indirectos. Todavía no se ha establecido una medición normalizada de estos costos. Esto no debe confundirse con el método de costo total utilizado por las organizaciones que buscan petróleo y gas que "no distingue entre gastos operativos asociados a proyectos de exploración exitosos y no exitosos".

### Indicador de progreso real
El estándar actual de utilizar el producto interno bruto (PIB) como indicador de bienestar es criticado por ser inexacto. Como alternativa al PIB, el verdadero indicador de progreso compensa las deficiencias del PIB como indicador de bienestar al tener en cuenta los daños ambientales y otros factores que afectan al consumo, como la delincuencia y la desigualdad de ingresos.

## Críticas
Las principales críticas a este modelo mantienen que el desarrollo sostenible no es compatible con las actuales ideas de progreso y crecimiento económico que no tienen en cuenta la interculturalidad, la democracia o los límites del crecimiento y los límites ecológicos que derivan del hecho de vivir en un planeta finito.
Por otro lado, también se argumenta que los intentos por conseguir una economía verde han fallado, habiendo profundizado las desigualdades entre países desarrollados y países en vías de desarrollo, como ha ocurrido con el comercio de derechos de emisión, el secuestro de carbono o el Protocolo de Kioto, constituyendo soluciones a corto plazo, pero que no han abordado el verdadero origen de los problemas ecológicos.